# Monika Maron
Monika Maron (Berlín, 3 de juny de 1941) és una escriptora alemanya.

## Biografia
Va néixer fora del matrimoni: la seva mare, Helene Iglarz, considerada mig jueva, no podia casar-se amb el pare de la seva filla. El 1943, els avis, Pawel i Josefa Iglarz, van tornar a Polònia, on Pawel va ser executat per un comando especial pels seus orígens jueus.
El 1955, Helene Iglarz es va casar amb l'alt funcionari del SIGUEU (Sozialistische Einheitspartei Deutschlands) Karl Maron, que va emigrar a la URSS durant el Tercer Reich. Karl Maron va exercir una gran influència en la seva fillastra, el seu paper en la vida política de l'Alemanya de l'Est va fer que Monika Maron rebutgés el sistema de la RDA. De 1950 a 1955, Karl Maron va ser inspector general de policia i de 1955 a 1963, ministre de l'interior de la RDA. A partir de 1954, va anar també membre del comitè central del SIGUEU i, de 1958 a 1967, membre de la Càmera del poble (Volkskammer). Ser filla d'un personatge tan important de la RDA va fer que s'impliqués en la vida política des de la seva joventut i en 1965, va entrar en el SET. No obstant això, l'evolució político-cultural de la RDA i el tracte amb el seu padrastre van fer que canviés la seva actitud amb el partit i deixés el SET en 1978.
Després del seu Abitur, va deixar el domicili familiar i va treballar de perruquera a Dresden, abans de començar els seus estudis de Teatre i Història a la Universitat Humboldt de Berlín.
El 1969, va néixer el seu fill, Jonas Maron i poc després va començar la seva carrera com a periodista, pels reportatges de la qual va rebre diversos premis.
En els anys 1980, Monika Maron va viatjar freqüentment a l'Oest i va obtenir una visa d'un any, que li va permetre viatjar per França, el Regne Unit i els Estats Units.
Després de diverses temptatives de publicar les seves novel·les, es va instal·lar a Hamburg en 1988 amb el seu fill i el seu marit el naturalista Wilhelm Tappe i, més tard, a Berlín en 1992.

## Obres literàries i periodístiques
Frustrada per la falta de crítica i de realitat, el seu comportament polític es radicalitza durant la seva etapa com a periodista, la qual cosa va fer que deixés la professió.
El seu padrastre, a qui considerava enemic personal, va morir en 1975 i la seva mort va fer que es reorientés en molts aspectes de la seva vida. Gràcies a la seva herència, va renunciar a un puestro en el Wochenpost i va començar a viure com a escriptora lliure, la qual cosa es considerava «intel·lectual i políticament il·legal», a més el fet que una filla d'un ministre es proclamés contra l'estat va fer que la fitxés la Stasi (Staatsicherheit), i que es prohibís la publicació de les seves novel·les.

## Informes amb la Stasi
De 1976 a 1978 va treballar com a col·laboradora no oficial de la Stasi (Staatsicherheit) com va revelar el diari Frankfurter Allgemeine Zeitung en 1995. Al juny de 1978, la Stasi va decidir desvincular-se d'ella i anar valorant la seva conducta contra el règim.

## Obra
- Flugasche, 1981
- Herr Aurich, 1982
- Das El meußverständnis, 1982
- Die Überläuferin, 1986
- Stille Zeile Sechs, 1991
- Nach Dt.ßgabe meiner Begreifungskraft, 1993
- Animal trist, 1996
- Pawels Briefe, 1999
- Quer über die Gleise, 2000
- Endmoränen, 2002
- Wie ich ein Buch nicht schreiben kann und és trotzdem versuche, 2005
- Ach Glück, 2007
- Bitterfelder Bogen, 2009
- Zwei Brüder: Gedanken zur Einheit (1989 - 2009), 2010
- Zwischenspiel, 2013

## Premis
- 1990 Irmgard-Heilmann-Literaturpreis, d'Hamburg
- 1991 Brüder-Grimm-Preis
- 1992 'Premi Kleist
- 1994 Solothurner Literaturpreis
- 1994 Roswitha-Gedenkmedaille de Bad Gandersheim
- 1995 'Buchpreis donis Deutschen Verbandes evangelischer Büchereien
- 2003 'Friedrich-Hölderlin-Literaturpreis de Bad Homburg
- 2003 Carl-Zuckmayer-Medaille de Rheinland-Pfalz
- 2005 Stiftungsgastdozentur Poetik de la Universitat de Frankfurt.